# Elezioni generali in Guatemala del 2011
Le elezioni generali in Guatemala del 2011 si tennero l'11 settembre (primo turno) e il 6 novembre (secondo turno) per l'elezione del Presidente e il rinnovo del Congresso della Repubblica.

## Risultati

### Elezioni presidenziali
| Candidati                    | Partiti                                        | I turno   | I turno | II turno  | II turno |
| Candidati                    | Partiti                                        | Voti      | %       | Voti      | %        |
| ---------------------------- | ---------------------------------------------- | --------- | ------- | --------- | -------- |
| Otto Pérez Molina            | Partito Patriota                               | 1 597 937 | 36,10   | 2 300 979 | 53,74    |
| Manuel Baldizón              | Libertà Democratica Rinnovata                  | 1 004 215 | 22,68   | 1 981 003 | 46,26    |
| Eduardo Suger                | Compromesso, Rinnovamento e Ordine             | 735 728   | 16,62   |           |          |
| Mario Estrada                | Unione del Cambiamento Nazionale               | 385 932   | 8,72    |           |          |
| Harold Caballeros            | Visione con Valori - Incontro per il Guatemala | 276 192   | 6,24    |           |          |
| Rigoberta Menchú             | Fronte Ampio (Winaq-URNG-MAIZ-ANN)             | 142 599   | 3,22    |           |          |
| Juan Gutiérrez               | Partito dell'Avanzata Nazionale                | 121 964   | 2,76    |           |          |
| Patricia de Arzú             | Partito Unionista                              | 96 870    | 2,19    |           |          |
| Alejandro Giammattei         | Centro di Azione Sociale                       | 46 655    | 1,05    |           |          |
| Adela Camacho de Torrebiarte | Azione di Sviluppo Nazionale                   | 18 779    | 0,42    |           |          |
| Totale                       | Totale                                         | 4 426 871 | 100     | 4 281 982 | 100      |

### Elezioni parlamentari
| Liste                                                                           | Voti      | %     | Seggi |
| ------------------------------------------------------------------------------- | --------- | ----- | ----- |
| Partito Patriota                                                                | 1 160 136 | 26,62 | 56    |
| Unità Nazionale della Speranza - GANA                                           | 978 325   | 22,45 | 48    |
| Unione del Cambiamento Nazionale                                                | 416 872   | 9,57  | 14    |
| Compromesso, Rinnovamento e Ordine                                              | 381 699   | 8,76  | 12    |
| Libertà Democratica Rinnovata                                                   | 381 082   | 8,74  | 14    |
| Visione con Valori - Incontro per il Guatemala                                  | 344 719   | 7,91  | 6     |
| Winaq - Unità Rivoluzionaria Nazionale Guatemalteca - Alternativa Nuova Nazione | 140 775   | 3,23  | 3     |
| Partito dell'Avanzata Nazionale                                                 | 135 530   | 3,11  | 2     |
| Fronte Repubblicano Guatemalteco                                                | 119 585   | 2,74  | 1     |
| Partito Unionista                                                               | 117 486   | 2,70  | 1     |
| Vittoria                                                                        | 71 448    | 1,64  | 1     |
| Centro di Azione Sociale                                                        | 48 411    | 1,11  | –     |
| Azione di Sviluppo Nazionale                                                    | 38 902    | 0,89  | –     |
| Fronte di Convergenza Nazionale                                                 | 23 224    | 0,53  | –     |
| Totale                                                                          | 4 358 194 | 100   | 158   |

## Contrassegni elettorali
| Partito Patriota                         | Unità Nazionale della Speranza - GANA | Unione del Cambiamento Nazionale               |
| Compromesso, Rinnovamento e Ordine       | Libertà Democratica Rinnovata         | Visione con Valori - Incontro per il Guatemala |
| Winaq - URNG - Alternativa Nuova Nazione | Partito dell'Avanzata Nazionale       | Fronte Repubblicano Guatemalteco               |
| Partito Unionista                        | Vittoria                              | Centro di Azione Sociale                       |
| Azione di Sviluppo Nazionale             | Fronte di Convergenza Nazionale       |                                                |